# Ivar Aronsson
Ivar Mauritz Aronsson  (ur. 24 marca 1928 w Romelandzie, zm. 6 lutego 2017 w Kungälv) – szwedzki wioślarz, srebrny medalista olimpijski.
Wystąpił na igrzyskach olimpijskich w Melbourne w 1956, gdzie Szwedzi w składzie: Olle Larsson, Gösta Eriksson, Ivar Aronsson, Evert Gunnarsson i Bertil Göransson (sternik) zdobyli srebrny medal w czwórkach ze sternikiem. W wyścigu finałowym o 3 sekundy przegrali z osadą Włoch, a o 8,5 sekundy wyprzedzili osadę Finlandii. Na tej samej imprezie startował także w ósemkach, w których Szwedzi zajęli czwarte miejsce. Walkę o podium przegrali z Australijczykami o 8,9 sekundy. Były to jego jedyne starty olimpijskie.
Ponadto zdobył srebrne medale w czwórkach ze sternikiem i ósemkach na mistrzostwach Europy w Gandawie (1955).
Trzynastokrotnie zdobywał mistrzostwo Szwecji.